# EG Group
Die EG Group Limited ist ein Einzelhandelsunternehmen mit Sitz in Blackburn (England). Die 6000 Standorte befinden sich in zehn Ländern in Nordamerika, Europa und Australien.
Das Unternehmen wurde 2001 als Euro Garage von Mohsin und Zuber Issa mit dem Erwerb des ersten Standorts in Großbritannien gegründet. Es ist hauptsächlich in den Geschäftsfeldern Fuel (49 % Umsatzanteil), Grocery & Merchandise (37 %) und Foodservice (9 %) aktiv.
Die Issa-Brüder sind, zusammen mit TDR Capital und Walmart, auch Eigentümer der britischen Supermarktkette ASDA. Im Mai 2023 übernahm ASDA den britischen und irischen Zweig der EG Group.

## Aktivitäten in Deutschland
Im Herbst 2018 kaufte die EG Group das deutsche Esso-Tankstellennetz von ExxonMobil. Ferner erwarb die EG Group mit Wirkung zum 1. Mai 2022 das deutsche Tankstellennetz des österreichischen Mineralölkonzerns OMV.
Deutsche Tochterunternehmen sind EG Business (Nordhorn), EG Deutschland, Echo Tankstellen und Retail Operating Company (alle Hamburg).
In Deutschland arbeiten 3500 Mitarbeiter an über 1000 Standorten für die EG Group. Hier nutzt das Unternehmen auch die Tankstellenmarke TopTank.